# 坂井大膳
坂井 大膳（さかい だいぜん、生没年不詳）は、戦国時代の武将。諱は不詳。清洲城主であった尾張守護代・織田大和守家織田信友の重臣で、小守護代、守護又代とも。

## 概要
『信長公記』によると、坂井甚介・河尻与一（左馬丞）・織田三位らと共に清洲織田大和守家の実権を握っていた。天文13年（1544年）または天文16年（1547年）、織田信秀が斎藤道三を攻めた加納口の戦いの隙を突いて、清洲方が信秀の古渡城を攻撃。その後、大膳は甚介・与一と共に信秀の重臣平手政秀と交渉を繰り返し、翌年秋に和睦した。
信秀の死後、天文21年（1552年）8月、大膳は松葉城の織田伊賀守と深田城の織田信次を人質に取って、信秀の跡を継いだ織田信長に反旗を翻した。それに対して信長は叔父織田信光の支援も得て清洲に進軍。萱津で両軍は激突したが、大膳は信長軍によって撃破され、甚介は討ち死に。松葉城、深田城は奪回された（萱津の戦い）。
天文23年（1554年）、大膳は与一・三位と謀って、傀儡であった守護斯波義統と一門の城に攻めこんで切腹させた。しかし、義統の遺児斯波義銀の要請を受けた信長の反撃を受けて安食の戦いで大敗し、与一・三位は討ち死にした。翌24年（1555年）、大膳は再起を期して織田信光を調略に取りかかるが、逆に信光の謀略にかかって主君信友は切腹させられ、清洲城も奪われた。大膳は駿河の今川氏の下に逃亡、その後の消息は不明である。

## 演じた俳優
- 鈴木瑞穂（信長 KING OF ZIPANGU、NHK大河ドラマ、1992年）
- 中田浩二（織田信長、テレビ東京、1994年）

## 参考資料
- 信長公記